# عامد

عامد سداسي منتظم

الضلع هو عامد الهرم

عامِد مضلع منتظم (بالإنجليزية: Apothem) هو قطعة مستقيمة التي تربط مركز مضلع بمنتصف أحد أضلاعه. بشكل مكافئ، هو مستقيم مرسوم من مركز المضلع الذي هو عمودي على أحد أضلاعه. المضلعات المنتظمة هي المضلعات الوحيدة التي تحتوي على العوامد. وبسبب هذا، ستكون جميع العوامد الواقعة في مضلع متطابقة.
بالنسبة للهرم المنتظم، وهو هرم قاعدته عبارة عن مضلع منتظم، فإن العامد هو الارتفاع المائل للوجه الجانبي؛ أي أقصر مسافة من القمة إلى القاعدة على وجه محدد. بالنسبة للهرم المنتظم مقطوع الرأس (هرم منتظم مع قطع بعض رؤوسه بواسطة مستوٍ موازٍ للقاعدة)، فإن العامد هو ارتفاع وجه جانبي شبه منحرف الشكل.
أما بالنسبة لمثلث متساوي الأضلاع، فإن العامد يساوي القطعة المستقيمة من منتصف الضلع إلى مركز المثلث.